# Monroe (série télévisée)
Pour les articles homonymes, voir Monroe.
Monroe est une série télévisée médicale britannique en douze épisodes de 46 minutes créée et écrite par Peter Bowker, produite par Screen Mammoth, et diffusée entre le 10 mars 2011 et le 5 novembre 2012 sur le réseau ITV.
En France, elle est diffusée depuis le 21 février 2013 sur Arte. Néanmoins, elle est inédite dans les autres pays francophones.

## Synopsis
Cette série médicale suit Gabriel Monroe, un neurochirurgien talentueux, joué par James Nesbitt et dépeint ses relations professionnelles et familiales ainsi que les effets des maladies sur l'entourage des patients. 

## Distribution
- James Nesbitt (V. F. : Marc Saez) : Dr Gabriel Monroe
- Sarah Parish (V. F. : Ivana Coppola) : Dr Jenny Bremner
- Tom Riley (V. F. : Damien Ferrette) : Dr Lawrence Shepherd
- Luke Allen-Gale (V. F. : Thierry d'Armor) : Dr Daniel Springer
- Michelle Asante (V. F. : Sandra Valentin) : Dr Kitty Wilson
- Christina Chong (V. F. : Olivia Luccioni) : Dr Sarah Whitney
- Andrew Gower (V. F. : Thomas Sagols) : Dr Andrew Mullery
- Susan Lynch (V. F. : Patricia Piazza) : Anna Monroe
- Perry Millward (V. F. : Gwenaël Sommier) : Nick Monroe
- Thomas Morrison (V. F. : Charles Pestel) : Bradley
- Manjinder Virk (V. F. : Nathalie Homs) : Sally Fortune
- Liz Hume Dawson (V. F. : Armelle Gallaud) : Wickens

### Version française
- Société de doublage : Nice Fellow[1]
- Direction artistique : Jean-Pascal Quilichini[1]

Sources V. F. : Doublage Séries Database

## Production
Le tournage a débuté à Leeds en septembre 2010.
Tous les épisodes ont été scénarisés par Peter Bowker, sauf le quatrième épisode de la deuxième saison par Lucy Gannon.
Les épisodes ont été réalisés par Paul McGuigan (épisodes 1 à 3), David Moore (épisodes 4 à 6), Damon Thomas (épisodes 7, 8 et 10) et Brian Kelly (épisodes 9, 11 et 12).

## Épisodes

### Première saison (2011)
1. Épisode un (Episode One)
2. Épisode deux (Episode Two)
3. Épisode trois (Episode Three)
4. Épisode quatre (Episode Four)
5. Épisode cinq (Episode Five)
6. Épisode six (Episode Six)

### Deuxième saison (2012)
Une deuxième saison a été commandée en juillet 2011 et la production commencera en 2012 et diffusé à partir du 1er octobre 2012.
1. Épisode un (Episode One)
2. Épisode deux (Episode Two)
3. Épisode trois (Episode Three)
4. Épisode quatre (Episode Four)
5. Épisode cinq (Episode Five)
6. Épisode six (Episode Six)